# 克魯尼灣
62°23′34″S 59°21′20″W / 62.39278°S 59.35556°W

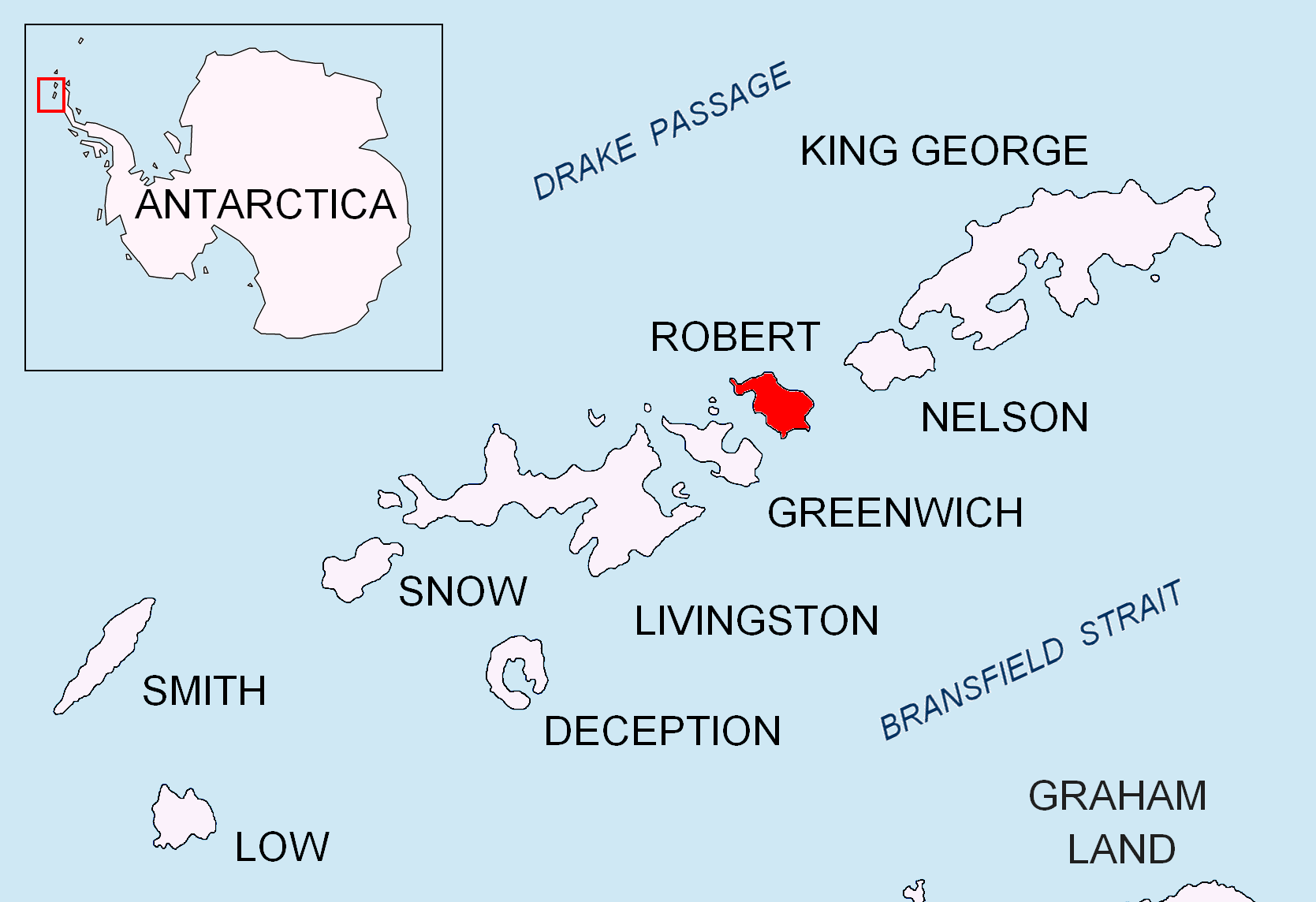

克魯尼灣（Kruni Cove），是南極洲的海灣，位於南設得蘭群島的羅伯特島東岸，長1.15公里、寬0.9公里，入口處在基臣角以南和加利切岩以北，現時由南極條約體系管理。